# Eolítico
Eolítico ou Eólito é um termo arqueológico obsoleto, que foi proposto pelo arqueólogo e antropólogo Louis Laurent Gabriel de Mortillet (1821-1898) no século XIX. Atualmente, o termo não é utilizado, uma vez que as "ferramentas de pederneira" que Mortillet atribuía a essa época, conforme estabelecido, eram de origem natural.
Em Portugal, o arqueólogo Carlos Ribeiro, em fins do século XIX, utilizou-se dessa nomenclatura fazendo com que fosse alvo de piadas pelos seus conterrâneos, apesar de ter recebido a aprovação de Mortillet.